# 3'-Monoiodothyronine
La 3'-monoiodothyronine est un métabolite issu de la dégradation des hormones thyroïdiennes. On ne lui connaît pas de rôle biologique chez l'Homme.